# Justo Zambrana Pineda
Justo Tomás Zambrana Pineda (Badolatosa, Sevilla, 7 de marzo de 1947) es un político, sindicalista español y alto funcionario de la Administración del Estado.

## Biografía
Licenciado en Ciencias Económicas por la Universidad Complutense de Madrid y en Filosofía y Letras por la Universidad de París. Pertenece al Cuerpo Superior de Administradores Civiles del Estado. Ha sido secretario general de la Ejecutiva de la Federación de Servicios Públicos de la Unión General de Trabajadores (UGT) y de Acción Institucional de la Comisión Ejecutiva Confederal de UGT. 
Fue diputado del Partido Socialista Obrero Español (PSOE) al Congreso por Cuenca en la II, III y IV legislaturas. En 1991 fue nombrado secretario de Estado para la Administración Pública, en 1995 pasó a ocupar el puesto de consejero de Educación y Cultura en la Junta de Comunidades de Castilla-La Mancha y, posteriormente, el de consejero de Obras Públicas y el de presidente del Consejo Económico y Social de Castilla-La Mancha. En abril de 2004 fue nombrado subsecretario del Ministerio de Defensa y desde abril de 2006 hasta 2011 fue subsecretario del Ministerio del Interior. Con el nombramiento de Antonio Camacho Vizcaíno como ministro del Interior en julio de 2011, le sustituyó como secretario de Estado de Seguridad hasta finales de año.